# Somebody Told Me
"Somebody Told Me" (tạm dịch Có ai đó bảo tôi) là một bài hát của ban nhạc rock Mỹ The Killers. Ca khúc được phát hành dưới dạng đĩa đơn chính thức thứ hai từ album đầu tay của nhóm Hot Fuss (2004) và do các thành viên Brandon Flowers, Mark Stoermer, Dave Keuning và Ronnie Vannucci Jr. sáng tác. Trong một buổi phỏng vấn với Rolling Stone, Brandon Flowers nói, "Đây là một câu chuyện về nỗ lực cố gắng gặp một ai đó trong câu lạc bộ". Ca khúc được viết nhạc theo nốt B nhỏ.

## Danh sách track

### Phát hành gốc tại Anh
CD
1. "Somebody Told Me" (Flowers/Keuning/Stoermer/Vannucci)
2. "Under the Gun" (Flowers/Keuning)
3. "The Ballad of Michael Valentine" (Flowers/Keuning)

7"
1. "Somebody Told Me"
2. "The Ballad of Michael Valentine"

### Tái phát hành tại Anh
CD1
1. "Somebody Told Me"
2. "Show You How" (Flowers)

CD2
1. "Somebody Told Me"
2. "Somebody Told Me" (Mylo Mix)
3. "Somebody Told Me" (King Unique Vocal Mix)
4. "Somebody Told Me" (U-MYX)

12"
1. "Somebody Told Me" (Mylo Mix)
2. "Somebody Told Me" (The Glimmers GypoRock Mix)

### Phát hành tại Mỹ
12"
1. "Somebody Told Me" (Josh Harris Club)
2. "Somebody Told Me" (Josh Harris Dub)
3. "Somebody Told Me" (King Unique Mix)
4. "Somebody Told Me" (King Unique's Dub)

## Xếp hạng và chứng nhận

### Xếp hạng
| Xếp hạng (2004-05)                         | Vị trí cao nhất |
| ------------------------------------------ | --------------- |
| Úc (ARIA)                                  | 17              |
| Áo (Ö3 Austria Top 40)                     | 24              |
| Đan Mạch (Tracklisten)                     | 6               |
| Eurochart Hot 100 Singles                  | 10              |
| Pháp (SNEP)                                | 24              |
| Greece (IFPI)                              | 31              |
| Ireland (IRMA)                             | 9               |
| Italy (FIMI)                               | 31              |
| New Zealand (Recorded Music NZ)            | 13              |
| Thụy Sĩ (Schweizer Hitparade)              | 16              |
| Anh Quốc (OCC)                             | 3               |
| UK Indie Singles (Official Charts Company) | 1               |
| Hoa Kỳ Billboard Hot 100                   | 51              |
| Hoa Kỳ Adult Pop Airplay (Billboard)       | 17              |
| Hoa Kỳ Alternative Songs (Billboard)       | 3               |
| Hoa Kỳ Pop Airplay (Billboard)             | 24              |

### Chứng nhận
| Quốc gia                                                                           | Chứng nhận  | Số đơn vị/doanh số chứng nhận |
| ---------------------------------------------------------------------------------- | ----------- | ----------------------------- |
| Anh Quốc (BPI)                                                                     | Bạc         | 200.000‡                      |
| Hoa Kỳ (RIAA)                                                                      | 3× Bạch kim | 3.000.000‡                    |
| * Chứng nhận dựa theo doanh số tiêu thụ. ^ Chứng nhận dựa theo doanh số nhập hàng. |             |                               |